# Wera Sergejewna Iljina
Wera Sergejewna Iljina (russisch Вера Сергеевна Ильина; * 20. Februar 1974 in Moskau) ist eine ehemalige russische Wasserspringerin. Sie startete im Kunstspringen vom 1-m- und 3-m-Brett und im 3-m-Synchronspringen. Bis zu ihrem Rücktritt nach den Olympischen Spielen 2004 sprang sie in Synchronwettbewerben zusammen mit Julija Pachalina. Iljina ist mehrfache Europameisterin, bei den Olympischen Spielen 2000 in Sydney wurde sie Olympiasiegerin.
Iljina nahm an vier Olympischen Spielen teil. Im 3-m-Kunstspringen wurde sie 1992 in Barcelona Sechste, 1996 in Atlanta Siebte, 2000 in Sydney erneut Sechste und 2004 in Athen Vierte. Im 3-m-Synchronspringen gewann sie 2000 Gold und 2004 Silber.
Bei Schwimmweltmeisterschaften gewann Iljina vier Silbermedaillen, im 3-m-Kunstspringen 1994 in Rom, im 1-m-Kunstspringen 1998 in Perth sowie im Synchronspringen 2001 in Fukuoka und 2003 in Barcelona.
Noch erfolgreicher war Iljina bei Schwimmeuropameisterschaften. Zwischen 1991 und 2004 gewann sie 15 Medaillen, darunter achtmal Gold. 1991 wurde sie zudem Junioreneuropameisterin.